# Karate-Europameisterschaften 2008
Die 43. Karate-Europameisterschaften der European Karate Federation wurden vom 2. bis 4. Mai 2008 in der Saku Suurhall in Tallin, Estland ausgetragen. Insgesamt starteten 509 Teilnehmer aus 42 Nationen.
Den Titel im Kumite der Damen bis 53 kg sicherte dem DKV Kora Knühmann vom USC Duisburg. Bei den Herren konnte Jonathan Horne in der Klasse +80 kg den Europameistertitel erringen.

## Medaillen Herren

### Einzel
| Kategorie     | Gold                    | Silber                  | Bronze                                |
| ------------- | ----------------------- | ----------------------- | ------------------------------------- |
| Kata          | Luca Valdesi            | Lucio Maurino           | Vu Duc Minh Dack Jonathan Mottram     |
| Kumite -60 kg | Danil Domdjoni          | David Luque Camacho     | Michele Giuliani Alexander Heimann    |
| Kumite -65 kg | Ömer Kemaloglu          | William Rollé           | Thomas Kaserer Peter Macko            |
| Kumite -70 kg | Oscar Vazqueu Martins   | Rafael Aghayev          | Nello Maestri Serkan Yagci            |
| Kumite -75 kg | Diego Davy Vandeschrick | Michael Georgios Tzanos | Luigi Busà Klaudio Farmadin           |
| Kumite -80 kg | Ludovic Cacheux         | Slobodan Bitevic        | Enes Erkan Ivan Leal Reglero          |
| Kumite +80 kg | Jonathan Horne          | Stefano Maniscalco      | Okay Arpa Fco. Javier Martinez Guzman |
| Kumite OPEN   | Rafael Aghayev          | Yavuz Karamollaoglu     | Neven Martic Daniel Sabanovic         |

### Mannschaft
| Kategorie | Gold    | Silber     | Bronze                    |
| --------- | ------- | ---------- | ------------------------- |
| Kata      | Italien | Frankreich | Spanien Deutschland       |
| Kumite    | Spanien | Russland   | Aserbaidschan Deutschland |

## Medaillen Damen

### Einzel
| Kategorie     | Gold                   | Silber            | Bronze                                |
| ------------- | ---------------------- | ----------------- | ------------------------------------- |
| Kata          | Mirna Šenjug           | Kristina Grmanova | Kubra Akarsu Almundena Munoz Gonzales |
| Kumite -53 kg | Kora Knühmann          | Anna Fajkowska    | Gülderen Celik Serap Özcelik          |
| Kumite -60 kg | Carmen Vicente Cabanas | Maria Sobol       | I. Ardita Petra Pecekova              |
| Kumite +60 kg | Fanny Clavien          | Arnela Odzakovic  | Yildiz Aras Cristina Feo Gomez        |
| Kumite OPEN   | Eva Tulejová-Medveďová | Merima Softic     | Yildiz Aras Biljana Stojovic          |

### Mannschaft
| Kategorie | Gold    | Silber   | Bronze                          |
| --------- | ------- | -------- | ------------------------------- |
| Kata      | Spanien | Kroatien | Frankreich Serbien              |
| Kumite    | Spanien | Italien  | Bosnien und Herzegowina Schweiz |